# Хижахка
Хижахка (чечен. Хьижахка, ГӀой) — покинутое село в Галанчожском районе Чеченской Республики. Входит Хайбахское сельское поселение.

## География
Расположено на левом берегу реки Гехи, к северо-востоку от районного центра Галанчож, к западу от Хайбаха.

## История
Аул Хижахка был ликвидирован в 1944 году во время выселения чеченцев. После восстановления Чечено-Ингушской АССР чеченскому населению было запрещено возвращаться в свои исконные районы: Галанчожский, Шатойский и Итум-Калинский.